# تحت الحصار (فلم)
تحت الحصار (بالإنجليزية: Under Siege) هو فيلم حركة أنتج في الولايات المتحدة وصدر في سنة 1992. من بطولة ستيفن سيغال وتومي لي جونز وغاري بوسي.

## القصة
في هذه القصة البحرية، يتحدى شخص شجاع بمفرده مجموعة من الإرهابيين النوويين الذين يتظاهرون بكونهم أعضاء في فرقة موسيقى الروك ويتم توظيفهم في حفلة على متن السفينة الحربية يو إس إس ميسوري، وهي سفينة حربية أبحرت إلى بيرل هاربور لتعطيلها. خططت المجموعة لسرقة الترسانة النووية للسفينة لكنهم لم يأخذوا في الحسبان تدخل طاه السفينة وهو جندي سابق في البحرية الأمريكية.

## الميزانية والإيرادات
بلغت تكلفة إنتاج الفيلم حوالي 35 مليون دولار بينما حقق إيرادات تقدر بـ 156.6 مليون دولار.

## وصلات خارجية
- مقالات تستعمل روابط فنية بلا صلة مع ويكي بيانات